# Иман (актриса)
Иман (наст. имя — Элизабет Торос Саркисян, англ. Elisabeth Tawroos Sarkisyan или Лиз Саркисян; араб. إيمان‎, англ. Iman или англ. Eman; 8 декабря 1945, Ливан) — известная ливанская и египетская актриса. За свою долгую карьеру она приняла участие в более чем 100 работах кино, телевидения и театра.

## Биография
Родилась 8 декабря 1945 года. Её отец был театральным режиссером, гражданином Армении, работающим в Ливане.
Саркисян окончила фармацевтический факультет Американского университета в Бейруте. После, стала изучать актёрское мастерство в том же университете.
Она начала свою творческую карьеру когда была ещё ребенком, в возрасте 6 лет, благодаря театру, где она начала играть на армянском языке из-за настойчивого требования отца говорить на армянском языке.
Саркисян участвовала во многих фильмах в Египте со многими знаменитостями, в том числе со звездой Адель Имам, с которой она сыграла в нескольких фильмах.
Что касается её первой абсолютно звёздной роли, то она пришлась на 1975 год, когда Иман снялась вместе со звездой Дурайдом Лаххамом в сирийском фильме «Когда жены отсутствую».

## Семья
Иман вышла замуж за ливанского дипломата Макса Чарилло в 1960 году, и в результате их брака родилось трое детей — Лайла, Макс и Хелла.